# Erich Leist
Erich Leist (* 13. Mai 1935 in Marpingen; † 13. August 2014) war ein deutscher Fußballspieler. Der Defensivspieler hat bei Borussia Neunkirchen von 1958 bis 1968 in der Fußball-Oberliga Südwest, Fußball-Bundesliga und Fußball-Regionalliga Südwest (1963–1973) insgesamt 272 Ligaspiele mit 13 Toren absolviert. Dazu kommen noch von 1959 bis 1963 in den Endrunden um die deutsche Fußballmeisterschaft 17 weitere Spiele mit zwei Toren, sowie 13 Einsätze (2 Tore) in den Bundesligaaufstiegsrunden 1964 und 1967 hinzu.

## Spielerlaufbahn

### Vereine
Leist begann mit dem Fußballspielen bei seinem Heimatverein FC Hellas Marpingen. Nach zwei dritten Plätzen 1956/57 und 1957/58 mit Marpingen in der Amateurliga Saarland nahm er das Angebot des Oberligisten Borussia Neunkirchen an und wechselte in die damals erstklassige Oberliga Südwest. Ins Ellenfeldstadion war schon eine Runde zuvor sein Marpinger Vereinskamerad Rudi Dörrenbächer gewechselt.
Er debütierte am 17. August 1958 bei einem 2:1-Heimerfolg gegen Phönix Ludwigshafen als rechter Außenläufer im damaligen WM-System in der Oberliga-Elf von Neunkirchen. In den fünf Runden Oberliga – 1958/59 bis 1962/63 – belegte der spätere Abwehrdirigent der Schwarz-Weißen viermal den zweiten Rang und eroberte 1961/62 die Südwestmeisterschaft. Als Dörrenbächer mit 37 Toren die Torschützenliste anführte, wies die Neunkircher Defensive, angeführt vom Dirigenten Leist, mit 29 Gegentreffern in 30 Ligaspielen, die beste Bilanz beim Meisterschaftsgewinn im Südwesten vor. Insgesamt kam er in den fünf Jahren 1958 bis 1963 in der Oberliga auf 140 Ligaeinsätze, in denen er 15 Tore erzielte. In den Endrunden um die deutsche Fußballmeisterschaft bestritt er 17 Spiele und erzielte zwei Elfmetertore. In der letzten Endrunde 1963 kam Leist mit seiner Mannschaft gegen den Hamburger SV, Borussia Dortmund und TSV München 1860 auf 6:6 Punkte. Herausragend waren dabei der 3:0-Heimerfolg gegen den HSV, das 0:0-Remis in Dortmund und der 2:1-Heimerfolg gegen die Münchner „Löwen“ von Trainer Max Merkel. Neunkirchen hatte die Leistungskraft des Südwestfußballs gut vertreten. Trotz dieser fünf Jahre des Erfolgs wurde Neunkirchen nicht für die ab 1963/64 startende Bundesliga nominiert. Er trat mit der Borussia im neuen Bundesliga-Unterbau der zweitklassigen Regionalliga Südwest an.
Mit Trainer Horst Buhtz wurde in einem Dreikampf mit FK Pirmasens und Wormatia Worms die Meisterschaft gewonnen und in die BL-Aufstiegsrunde eingezogen. Leist hatte 37 Ligaspiele bestritten und ein Tor erzielt; die von ihm angeführte Abwehr kassierte in 38 Rundenspielen nur 32 Gegentore und stellte damit mit Abstand die beste Defensive im Südwesten dar. Völlig überraschend daher, die 1:5-Niederlage am Starttag der Aufstiegsrunde, am 6. Juni im Berliner Olympiastadion gegen SC Tasmania 1900 Berlin. Tas-Mittelstürmer Heinz Fischer entwickelte sich dabei mit drei Treffern zum Schrecken der Borussia. Durch den nicht erwarteten 2:0-Auswärtserfolg am 20. Juni gegen den FC Bayern München und dem 3:0-Heimerfolg der Berliner am 24. Juni gegen die Münchner, brachte der 1:0-Heimerfolg gegen Tasmania 1900 am 28. Juni Neunkirchen mit 8:4 Punkten in die Fußball-Bundesliga.
In die Bundesliga starteten Leist und Kollegen am 22. August 1964 mit einer 0:2-Auswärtsniederlage gegen den 1. FC Nürnberg. Neunkirchen war mit der bewährten Defensivformation um Torhüter Willi Ertz, dem Verteidigerpaar Günter Schröder und Hans Schreier, sowie mit der Läuferreihe Achim Melcher, Leist und Dieter Schock im Frankenland angetreten. Die ersten Punkte sammelten die Saarländer am vierten Spieltag durch einen 3:1-Heimerfolg gegen den Hamburger SV. Nach 15 Spieltagen beendete der Aufsteiger mit 12:18 Punkten auf dem 14. Platz die Hinrunde. In der Rückrunde steigerte sich das Team um Abwehrchef Leist auf 15:15 Punkte und beendete die Saison mit 27:33 Zählern auf dem 10. Rang. Leist hatte alle 30 Bundesligaspiele bestritten und die Borussia hatte mit 48 Gegentoren die gleiche Anzahl wie der Tabellendritte Borussia Dortmund vorzuweisen. Der Unterschied waren die erzielten Tore: Beim BVB trafen die Stürmer 67 bei Neunkirchen dagegen lediglich 44 mal ins gegnerische Tor.
In der zweiten Bundesligasaison, 1965/66, konnten die Saarländer die Leistung vom Debütjahr nicht wiederholen. Leist konnte infolge Verletzungen nur in 20 von jetzt 34 Spieltagen auflaufen und damit war die Abwehr nicht mehr der Garant für den Klassenerhalt. Als Vorletzter stiegen die Schwarz-Weißen in die Regionalliga ab. Unter dem neuen Trainer Željko Čajkovski glückte umgehend der Meisterschaftsgewinn in der Regionalligasaison 1966/67 im Südwesten und damit der Einzug in die BL-Aufstiegsrunde. Der jetzt immer mehr durch Verletzungen gehinderte Abwehrchef bestritt in der Verbandsrunde 22 Ligaspiele. In der Aufstiegsrunde war er dagegen konstant am Ball – Leist absolvierte alle acht Spiele und erzielte zwei Elfmetertore – und Neunkirchen setzte sich gegen die Konkurrenten Schwarz-Weiß Essen, Arminia Hannover, Hertha BSC und Bayern Hof mit 11:5 Punkten durch und zog zum zweiten Mal in die Bundesliga ein. Die Stammformation in der Defensive setzte sich aus Torhüter Horst Kirsch, den Verteidigern Gerd Regitz und Peter Czernotzky, sowie der Läuferreihe mit Günter Kuntz, Leist und Dieter Schock zusammen.
Der Bundesligarückkehrer hatte aber 1967/68 keine ernsthafte Chance auf den Klassenerhalt. Mit 93 Gegentoren führte man diese Negativbilanz an, die 33 erzielten Tore unterbot lediglich der Mitabsteiger Karlsruher SC mit 32 Toren. Neunkirchen und Karlsruhe waren die abgeschlagenen Absteiger. Leist kam nochmals auf 23 Bundesligaeinsätze und erzielte drei Tore.
Am Rundenende beendete er seine Aktivität in Neunkirchen und kehrte zu seinem Heimatverein Hellas Marpingen zurück. Dort spielte er noch bis 1975, bis er mit 40 Jahren sich endgültig vom Punktspielbetrieb zurückzog und noch bei den Alt-Herren die Kickstiefel schnürte.

### Auswahlberufungen
In die Nationalmannschaft wurde Leist unter den Bundestrainern Sepp Herberger und Helmut Schön nicht aufgenommen. Aus den vorliegenden Nachschlagewerken ist lediglich sein Einsatz beim abschließenden Test vor der Weltmeisterschaft 1962 in Chile, am 21. März 1962 in Saarbrücken, zwischen zwei DFB-Auswahlmannschaften belegt. Vor 40.000 Zuschauern gewann die sogenannte A-Elf gegen die B-Elf mit 5:4 Toren. Leist wurde in der 31. Minute in der A-Elf eingewechselt und die Seiten wurden beim Spielstand von 3:2 für das A-Team gewechselt. In der zweiten Halbzeit spielte er in der B-Elf als Mittelläufer und wurde durch die Außenläufer Theodor Hoffmann und Hans Sturm unterstützt.

## Statistik und Erfolge
- 1962 Meister in der Oberliga Südwest
- 1959, 1960, 1961 und 1963 Vizemeister in der Oberliga Südwest
- 1964 und 1967 Meister in der Regionalliga Südwest und Bundesligaaufstieg
- 140 Oberligaspiele mit 15 Toren
- 17 Endrundenspiele um die deutsche Fußballmeisterschaft mit zwei Toren
- 73 Bundesligaspiele mit drei Toren
- 59 Regionalligaspiele mit einem Tor
- 13 Bundesligaaufstiegsrundenspiele mit zwei Toren

## Privates
Leist war verheiratet und hatte drei Kinder. Er hatte den Beruf des Kfz-Mechanikers erlernt, die Weiterbildung mit dem Meisterbrief abgeschlossen und war später bei einem großen saarländischen Autohändler als Betriebsleiter aktiv.
Mit Freunden gründete er 1974 den Tennisverein TC Grün-Weiß Marpingen und übte dieses Hobby bis zum Jahr 2009 aus.